# Pouilley-Français
Pouilley-Français är en kommun i departementet Doubs i regionen Bourgogne-Franche-Comté i östra Frankrike. Kommunen ligger i kantonen Audeux som tillhör arrondissementet Besançon. År 2022 hade Pouilley-Français 824 invånare.

## Befolkningsutveckling
Antalet invånare i kommunen Pouilley-Français
Referens:INSEE